# Martin Txiki
Martin Txiki o San Martin Txiki és un personatge de la mitologia basca i també de l'aragonesa, on se'l coneix com a San Martinico.

## Llegenda
Martin Txiki va aconseguir robar, per mitjà de estratagemes, els secrets de l'arquitectura, música, agricultura, ferreria i la vida sedentària dels basajaun.
Aquest trickster probablement el creés la imaginació popular com a arquetip dels sanadors celtibèrics de la zona del Moncayo (més en concret dels de Sant Martín de la Virgen de Moncayo), que viatjaven a terres vascones i/o pirinenques a curar els malalts amb eines de bronze, coure i ferro, materials tots ells desconeguts per als primitius vascons i pobles pirinencs afins.
S'explica que els basajaun tenien munts de blat guardats per sembrar a l'època en què la humanitat desconeixia els principis de l'agricultura. Martin Txiki va apostar amb els basajaun que era capaç de saltar per sobre dels enormes munts. Va perdre l'aposta, però alguns grans de cereal van quedar dins de les botes, d'aquesta manera va aconseguir fer arribar el cereal als homes.
L'ésser humà ja tenia la llavor del blat; però no sabien l'època de la sembra. Un dia es va acostar Martin Txiki a la cova dels basajaun, i va escoltar una cançó que sortia de les profunditats: «si els homes sabessin aquesta cançó, bé se n'aprofitarien: en brollar la fulla, sembrar-se el blat de moro; en caure la fulla, sembreu el blat; per Sant Llorenç, sembreu el nap». Així va ser com la humanitat va saber certs principis agrícoles, a més de la música.
En una altra ocasió va enviar un nen a parlar amb els basajaun perquè els digués que ja sabia com es fabricava una serra. Un dels basajaun li va dir que llavors Martin Txiki devia haver-se fixat en el full del castanyer; així va ser com indirectament es va assabentar Martin Txiki de com es fabricaven les eines per treballar la fusta.
En assabentar-se el basajaun d'això va baixar de nit a casa de Martin Txiki i va torçar alternativament les dents de la serra, volent així inutilitzar-la. Tot i això el que va fer va ser millorar-la, i així es va inventar la serra triscada.
En una altra ocasió va enviar Martin Txiki un pregoner als basajaun dient que ja sabia com soldar el ferro amb l'acer. Aleshores el basajaun li va dir ""Ah, sens dubte va mullar amb aigua argilosa les dues peces", a la qual cosa va respondre el pregoner: "No ho va fer, però així ho farà", assabentant-se d'aquesta manera de la tècnica d'emprar com a fundent l'argila amb aigua.
Amb el mateix tipus de estratagema de pregoner es va assabentar que l'eix del molí havia de ser de til·ler en comptes de roure, que es desgastava molt ràpidament, així doncs els homes van començar a beneficiar-se de l'ús del molí a tot el món.